# Katarzyna Jordan-Kulczyk
Katarzyna Jordan-Kulczyk (ur. 6 października 1981 w Poznaniu) – polska wydawczyni i mecenaska sztuki. Założycielka i właścicielka wydawnictwa Visteria, wydawcy magazynu „Vogue Polska”, a także wydawnictwa Osnova, które specjalizuje się literaturze faktu.

## Życiorys
Ukończyła studia licencjackie na Uniwersytecie im. Adama Mickiewicza i socjologię w Collegium Civitas w Warszawie.
Założyła spółkę Visteria, która w 2017 roku została partnerem biznesowym wydawnictwa Condé Nast i otrzymała licencję na wydawanie polskiej edycji Vogue. W lutym 2019 roku Jordan-Kulczyk założyła spółkę Osnova, wydającą literaturę faktu. Jest także mecenaską sztuki oraz prowadzi działalność dobroczynną.
W latach 2010–2017 pozostawała w związku małżeńskim z Sebastianem Kulczykiem.